# لی تینگ (شیرجه‌رو)
لی تینگ (انگلیسی: Li Ting؛ زادهٔ ۱ آوریل ۱۹۸۷) شیرجه‌رو اهل چین است. از افتخارات وی میتوان به کسب مدال طلا در بازی‌های المپیک تابستانی ۲۰۰۴ اشاره کرد.